# Фърги (певица)
Вижте пояснителната страница за други личности с името Фърги.
Стейси Ан Фъргюсън (на английски: Stacy Ann Ferguson), по-известна като Фърги, е вокалистка на групата Блек Айд Пийс. Включва се в групата през 2003 г. на мястото на Ким Хил. Има две награди „Грами“.

## Биография

### Ранна кариера
Фъргюсън започва кариерата си през 1983 г., като озвучава Сали Браун в Пийнътс. Малко след това, 8-годишна, взима участие в телевизионната програма „Kids Incorporated“. През 1986 г. се появява в комедията „Чудовище в тоалетната“. През 1989 г. решава да остави за малко кариерата си и да живее като нормално дете. През 1993 г. завършва гимназия Глен А. Уилсън в Калифорния.

### Wild Orchid и наркотиците
През 1997 г. Стейси се включва в женската група Wild Orchid (Дива орхидея). Фърги се обединява със Стефани Ридел, която е била с нея в „Kids Incorporated“. През 1999 г. ги показват в съботно шоу по FOX Family Channel. Първия си албум групата пуска през 1997 г., поддържана от RCA, вторият албум излиза на следващата година и се казва „Oxygen“. Те стават популярни, когато техният хит „Declaration“ е пуснат в епизод на филма „Beverly Hills 90210“. През 2001 г. групата е готова да запише трети албум, но звукозаписната компания отказва да подпише договор. Групата престава да съществува и Фърги преживява огромна емоционална криза. Тя обявява публично, че е употребявала екстази и метамфетамин. Теглото ѝ пада до 41 кг и заболява от анорексия. Успява да се излекува. След като се отказва от наркотиците, Фърги си прави пиърсинга на веждата.

### The Black Eyed Peas
Посещава много нощни клубове в Лос Анджелис. Именно там се запознава с will.i.am от Black Eyed Peas. Срещат се няколко пъти и скоро тя е поканена в студиото, за да запишат пробна песен. Те записват пет съвместни песни и канят Фърги при тях за постоянно. Членовете я одобряват, след като Ким Хил напуска през 2000 г. Заедно с новата група записва няколко песни, почти всички от които стават световни хитове.

### Самостоятелна кариера
Тъй като Black Eyed Peas имат огромен успех, Фърги с помощта на останалите от групата записва един самостоятелен албум, но тя е все още част от Black Eyed Peas. Някои от песните, като „London Bridge“ и „Fergalicious“, са на върха в музикалните класации. Всъщност албумът е продукт на Black Eyed Peas. И за разлика от други групи, в които, ако някой започне самостоятелна кариера, групата се разделя, те остават заедно.

### Личен живот
Фъргюсън започва да се среща с актьора Джош Дъмел от септември 2004 г., след като тя и „Блек Айд Пийс“ участват в епизод на „Лас Вегас“. Фъргюсън и Дъмел се сгодяват през декември 2007 г., а на 10 януари 2009 г. се женят. През август 2013 г. се ражда детето им – Аксел Джак Дъмел.
През май 2009 г. Фъргюсън признава, че е бисексуална пред английския таблоиден всекидневник „Сън“.

## Дискография

### Студийни албуми
- The Dutchess (2006)
- Double Dutchess (2017)

### Сингли
- London Bridge (2006)
- Fergalicious (2006)
- Glamorous (2007)
- Big Girls Don't Cry (2007)
- Clumsy (2007)
- Big Girls Don't Cry (Personal) (2007)
- Pick It Up (2007)
- Here I Come (2008)
- Finally (2008)
- Labels or Love (2008)
- A Little Party Never Killed Nobody (All We Got) (2013)
- L.A. Love (La La) (2014)
- M.I.L.F. $ (2016)
- Life Goes On (2016)
- You Already Know (2017)
- A Little Work (2017)

## Видеоклипове
| Видеоклип                                       | Премиера | Албум           |
| ----------------------------------------------- | -------- | --------------- |
| London bridge                                   | 2006     | The dutchess    |
| Fergalicious                                    | 2006     | The dutchess    |
| Glamorous                                       | 2007     | The dutchess    |
| Big girls don't cry                             | 2007     | The dutchess    |
| Clumsy                                          | 2007     | The dutchess    |
| A little party never killed nobody (All we got) | 2013     | -               |
| L.A. Love (La La)                               | 2014     | Double dutchess |
| M.I.L.F. $                                      | 2016     | Double dutchess |
| Life goes on                                    | 2016     | Double dutchess |
| Hungry                                          | 2017     | Double dutchess |
| You already know                                | 2017     | Double dutchess |
| Like it ain't nuttin                            | 2017     | Double dutchess |
| Enchanté (Carine)                               | 2017     | Double dutchess |
| Just like you                                   | 2017     | Double dutchess |
| Save it til morning                             | 2017     | Double dutchess |
| A little work                                   | 2017     | Double dutchess |
| Love is blind                                   | 2017     | Double dutchess |
| Tension                                         | 2017     | Double dutchess |
| Love is pain                                    | 2017     | Double dutchess |
| Tension (версия 2)                              | 2017     | -               |

## Турнета
- Verizon VIP Tour (2007)
- Seeing Double Tour (2017)